# Dana Swanson
Dana Swanson (Atlanta, 8 novembre 1981) è una cantante, attrice e sceneggiatrice statunitense.
Dal 27 aprile 2013 presta la voce a SARA v3.0 per Toonami. Sostituisce Sally Timms e Kath Soucie come voce di SARA e serve come host di supporto per TOM v5.0, doppiato da Steven Blum.

## Biografia
Dana Swanson è nata l'8 novembre 1981 ad Atlanta, in Georgia. Ha frequentato l'Università della Georgia dal 2000, laureandosi in Bachelor of Arts in giornalismo e in TeleArts nel 2004.

## Carriera
Nel 2005 entrò nella Williams Street come coordinatrice di produzione. Nel 2010 è stata promossa a sceneggiatrice/produttrice dello studio. Swanson è anche membro della band Le Sexoflex, sotto lo pseudonimo di Miss Lady Flex. Swanson sceneggiò e interpretò I Like Your Booty (But I'm Not Gay) per la colonna sonora di Aqua Teen Hunger Force Colon Movie Film for Theaters.
Il 27 aprile 2013, quando Toonami rinnovò il suo aspetto introducendo l'era TOM 5 e ritirando l'aspetto dell'era TOM 3.5, SARA fece un ritorno a sorpresa nel blocco dopo diversi anni di assenza con un look aggiornato e doppiato da Swanson. L'attuale aspetto di SARA è un ologramma fatato. Swanson ha fornito la voce ad un membro della band "Advantage" nell'esclusivo DVD della webserie Homestar Runner.